# Senlis-le-Sec
Senlis-le-Sec (picardisch: Sanli-l’Sé) ist eine nordfranzösische Gemeinde mit 320 Einwohnern (Stand 1. Januar 2022) im Département Somme in der Region Hauts-de-France. Die Gemeinde gehört zum Kanton Albert und ist Teil der Communauté de communes du Pays du Coquelicot.

## Geographie
Die Gemeinde liegt rund sechs Kilometer nordwestlich von Albert an der Départementsstraße D119. Das Gemeindegebiet wird im Norden von der Départementsstraße D938 durchzogen. Der Ort ist aus den Teilen Beaucourt und Montaigu entstanden. Der frühere Lauf der Hallue ist hier trockengefallen.

## Geschichte
Das Gemeindegebiet war schon in prähistorischer Zeit besiedelt. 1188 wird ein Herr von Senlis genannt. Die Herrschaft Senlis war bis zum Ausgang des Ancien Régime in der Hand der Familie de Lameth. In der Nähe des Friedhofs bestand eine Templerniederlassung. 1635 wurde der ort von den Spaniern geplündert.
Im Ersten Weltkrieg wurde das Château genannte Gebäude als Hospital benutzt. Im August 1915 zog die britische Armee ein.
Die Gemeinde erhielt als Auszeichnung das Croix de guerre 1914–1918.

## Einwohner
| 1962 | 1968 | 1975 | 1982 | 1990 | 1999 | 2006 | 2010 |
| ---- | ---- | ---- | ---- | ---- | ---- | ---- | ---- |
| 130  | 123  | 97   | 98   | 89   | 100  | 106  | 102  |

## Verwaltung
Bürgermeister (maire) ist Geneviève Lebailly.

## Sehenswürdigkeiten

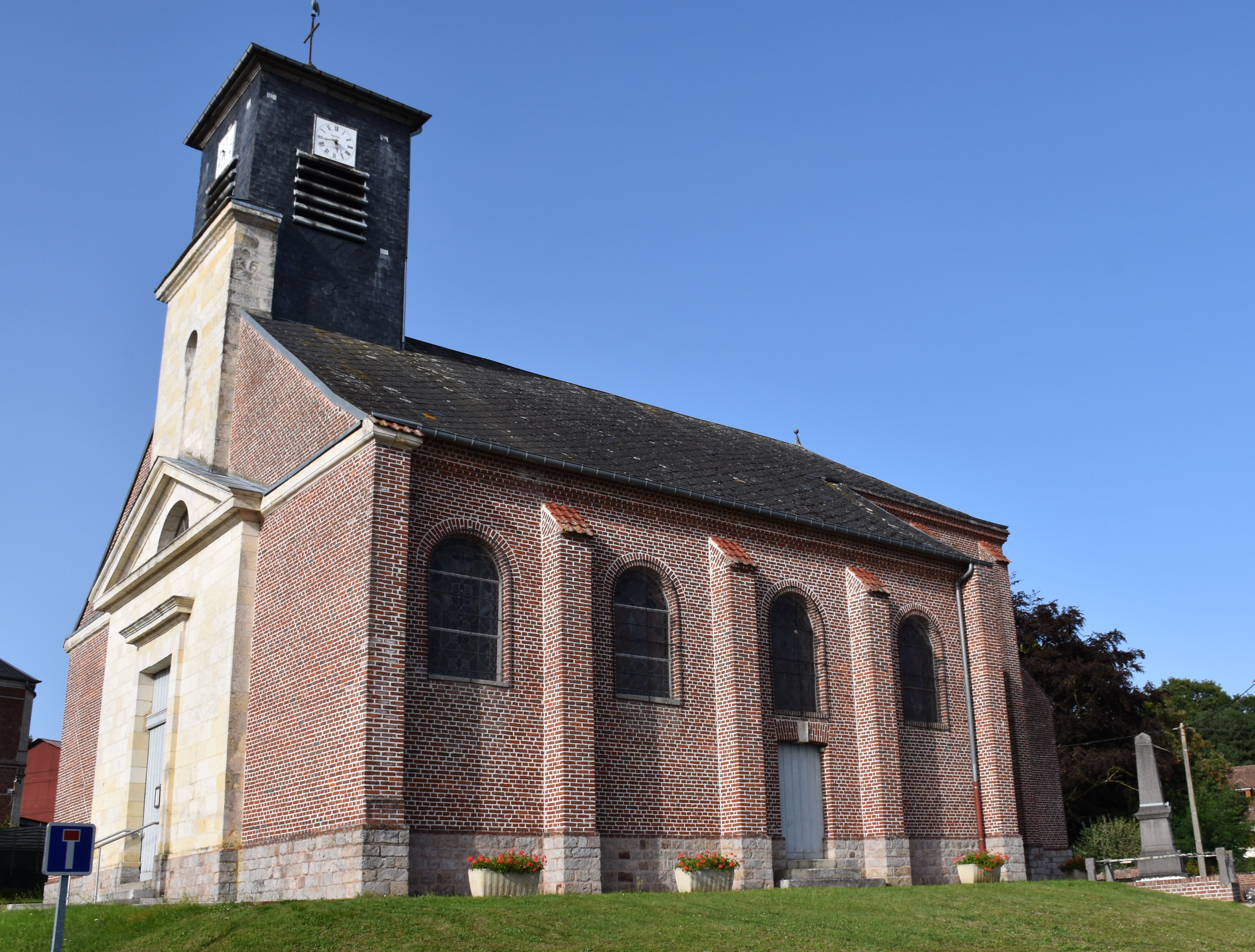
Kirche Saint-Martin

- Die 1827 an der Stelle einer in der Französischen Revolution zerstörten Kirche erbaute und 1849 sowie 2005 restaurierte Kirche Saint-Martin.
- Die um 1820 errichtete Grabkapelle der Familie Dufour.
- Friedhofskapelle
- Das 1922 oder 1923 eingeweihte Kriegerdenkmal.
- Die auf das 15. Jahrhundert zurückgehenden Souterrains (muches).